# Joice Rodrigues
Joice Cristina de Souza Rodrigues (Bauru, 6 de setembro de  1986) é uma basquetebolista profissional brasileira, atua como ala.

## Carreira
Joice Rodrigues fez parte do elenco da Seleção Brasileira de Basquetebol Feminino, nas Olimpíadas de 2012 e 2016.